# Серендак
Серендак (Loriculus galgulus) — вид папугоподібних птахів родини Psittaculidae. Мешкає в Південно-Східній Азії.

## Опис

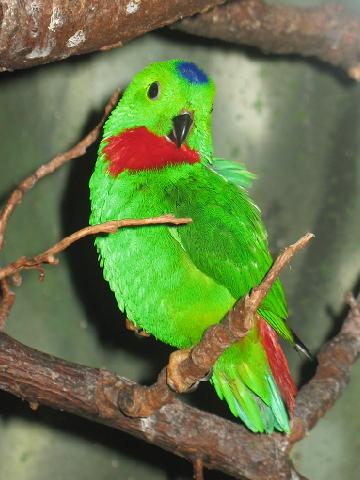
Самець серендака

Довжина птаха становить 12 см, вага 28 г. Забарвлення переважно зелене, верхня частина спини жовта. У самців на тімені є синя пляма, на горлі червона пляма, нижня частин спини жовта, надхвістя червоне. У самиць забарвлення загалом тьмяніше, червона пляма на горлі відсутня, синя пляма на тімені малопомітна або відсутня, нижня частина спини зелена. Дзьоб чорний. Забарвлення молодих птахів тьмяно-зелене, їхні дзьоби світлі.

## Поширення і екологія
Серендаки мешкають на Малайському півострові, на Суматрі, Калімантані і на сусідніх островах. Вони живуть в тропічних лісах, чагарникових і мангрових заростях, в садах і на плантаціях. Зустрічаються на висоті до 1300 м над рівнем моря. Серендаки є єдиними представниками свого роду на всій частині ареалу, оскільки міжвидова конкуренція не дозволяє іншим видам корилісів жити поряд з серендаками.

## Поведінка
Серендаки зустрічаються поодинці, парами або зграями. Живляться плодами, ягодами, бруньками, нектаром і насінням. Сезон розмноження триває з січня по липень. В кладці 3-4 яйця. Інкубаційний період триває 20 днів. Пташенята покидають гніздо через 33 дні після вилуплення.

## В культурі
Серендаки активно фігурують в фольклорі жителів індонезійської провінції Ріау. В малайській літературі серендаки є символом любові. 